# Un'anima indocile
Un'anima indocile è un libro composto da brevi racconti, da pagine di diario e da poesie, della scrittrice italiana Alda Merini pubblicato in prima edizione nel settembre del 1996 dalla casa editrice "La Vita Felice".
In questa opera, come scritto nella breve recensione sulla sovraccopertina del libro,... il vero mondo poetico meriniano si svela finalmente in tutte le sue lucide contraddizioni.